# Василівка (Очеретинська селищна громада)
Васи́лівка — село Очеретинської селищної громади Покровського району Донецької області, в Україні. Населення становить 371 особу.

## Загальні відомості
Відстань до райцентру становить близько 9 км і проходить автошляхом місцевого значення.
Землі села межують із територією м. Ясинувата Донецької області. Через село протікає річка Очеретовата.

## Населення
За даними перепису 2001 року населення села становило 371 особу, з них 29,92 % зазначили рідною мову українську та 70,08 % — російську.